# Vissuvere (Türi)
Vissuvere – wieś w Estonii, w prowincji Järva, w gminie Türi.